# Bordeaux-Parijs 1893
De wielerwedstrijd Bordeaux-Parijs werd op 27 mei 1893 voor de derde keer gereden. De winnaar was de Fransman Louis Cottereau.

## Verslag
De derde editie van Bordeaux-Parijs werd georganiseerd door de krant Le Véloce-Sport. Er waren 76 inschrijvingen en er verschenen 66 renners aan de start. Buiten een Schot en de Deen Charles Meyer waren dit allen Fransen omdat de sterke Britse amateurs niet tegen Franse profs wilden rijden. Het parcours had een afstand van 572 km en liep van Bordeaux over Tours, Chartres en Rambouillet naar Parijs. Er werden geen geldprijzen uitgereikt, enkel medailles.
De start werd gegeven op 27 mei om 8 uur 's morgens in Bordeaux. Een eerste afvaller was Jules Dubois na een val op 2 km van de start. Cottereau en de winnaar van de editie van 1892, Auguste Stéphane, reden de hele tijd bij elkaar. De 24-jarige Cottereau haalde het in de sprint met een halve fietslengte voorsprong op Stéphane met een winnende tijd van 26 uur 4 minuten 52 seconden.

## Uitslag
| Plaats  | Naam                | Tijd       |
| ------- | ------------------- | ---------- |
| Winnaar | Louis Cottereau     | 26u04'52"  |
| 2       | Auguste Stéphane    | z.t.       |
| 3       | Jean-Marie Corre    | + 2u11'00" |
| 4       | Marius Allard       | + 2u17'00" |
| 5       | Duanip Louis Pinaud | + 3u04'00" |
| 6       | Charles Meyer       | + 4u22'50" |
| 7       | Gaston Rivierre     | ?          |
| 8       | Albert Leclair      | ?          |
| 9       | Antoine Olivier     | ?          |
| 10      | Anatole Charles     | ?          |